# Пешевский, Владимир
Владимир Пешевский (макед. Владимир Пешевски; родился 19 июня 1970 года) — македонский политик, вице-премьер по экономическим вопросам Республики Македония с июля 2009 года.

## Образование
Владимир Пешевский окончил электротехнический факультет Университета Св. Кирилла и Мефодия в Скопье в 1993 году. В 2001 году окончил магистратуру в области делового администрирования в Университете Шеффилда.

## Карьера
- В 1998—2006 гг. — директор инвестиционного фонда «СЕАФ Македонии» («Small Enterprise Assistance Funds Macedonia»).
- С 2006 г. — генеральный директор «СЕАФ Южных Балкан» («SEAF South Balkan Fund»).
- 10 июля 2009 года назначен вице-премьером по экономическим вопросам в правительстве Николы Груевского.

## Семья
Пешевский женат и имеет троих детей.